# Eptagóneia
Eptagóneia är en ort i Cypern.   Den ligger i distriktet Eparchía Lemesoú, i den centrala delen av landet, 40 km sydväst om huvudstaden Nicosia. Eptagóneia ligger 470 meter över havet och antalet invånare är 343. Den ligger på ön Cypern.
Terrängen runt Eptagóneia är lite bergig.Trakten runt Eptagóneia är glesbefolkad, med 18 invånare per kvadratkilometer. Närmaste större samhälle är Germasógeia, 15,5 km söder om Eptagóneia. Trakten runt Eptagóneia är i huvudsak ett öppet busklandskap.
Medelhavsklimat råder i trakten. Årsmedeltemperaturen i trakten är 22 °C. Den varmaste månaden är augusti, då medeltemperaturen är 33 °C, och den kallaste är januari, med 10 °C. Genomsnittlig årsnederbörd är 510 millimeter. Den regnigaste månaden är december, med i genomsnitt 112 mm nederbörd, och den torraste är augusti, med 1 mm nederbörd.